# Atopsyche boneti
Atopsyche boneti är en nattsländeart som beskrevs av Ross och King 1952. Atopsyche boneti ingår i släktet Atopsyche och familjen Hydrobiosidae. Inga underarter finns listade i Catalogue of Life.